# Casinaria daitojimensis
Casinaria daitojimensis là một loài tò vò trong họ Ichneumonidae.